# Blepharocalyx myriophyllus
Blepharocalyx myriophyllus är en myrtenväxtart som beskrevs av Morais och Marcos Sobral. Blepharocalyx myriophyllus ingår i släktet Blepharocalyx och familjen myrtenväxter. Inga underarter finns listade i Catalogue of Life.